# German Open 1973
Die German Open 1973 im Badminton fanden vom 9. bis zum 10. März 1973 in der Sporthalle in der Goebenstraße in Oberhausen statt. Es war die 18. Auflage des Turniers.

## Sieger und Platzierte
| Disziplin    | Gold                       | Silber                             | Bronze                       |
| ------------ | -------------------------- | ---------------------------------- | ---------------------------- |
| Herreneinzel | Sture Johnsson             | Tjun Tjun                          | Roy Díaz González            |
| Herreneinzel | Sture Johnsson             | Tjun Tjun                          | Rudy Hartono                 |
| Dameneinzel  | Eva Twedberg               | Imre Rietveld Nielsen              | Pam Bristol                  |
| Dameneinzel  | Eva Twedberg               | Imre Rietveld Nielsen              | Irmgard Latz                 |
| Herrendoppel | Tjun Tjun Johan Wahjudi    | Ade Chandra Christian Hadinata     | Derek Talbot Elliot Stuart   |
| Herrendoppel | Tjun Tjun Johan Wahjudi    | Ade Chandra Christian Hadinata     | Willi Braun Roland Maywald   |
| Damendoppel  | Deirdre Tyghe Barbara Lord | Agnes van der Meulen Marja Ridder  | Nora Gardner Barbara Giles   |
| Damendoppel  | Deirdre Tyghe Barbara Lord | Agnes van der Meulen Marja Ridder  | Irmgard Latz Gudrun Ziebold  |
| Mixed        | Gert Perneklo Eva Twedberg | Wolfgang Bochow Marieluise Zizmann | Horst Lösche Irmgard Latz    |
| Mixed        | Gert Perneklo Eva Twedberg | Wolfgang Bochow Marieluise Zizmann | Karl-Heinz Garbers Anke Betz |

## Finalergebnisse
| Disziplin    | Sieger                     | Finalist                           | Ergebnis           |
| ------------ | -------------------------- | ---------------------------------- | ------------------ |
| Herreneinzel | Sture Johnsson             | Tjun Tjun                          | 15-5, 12-15, 15-5  |
| Dameneinzel  | Eva Twedberg               | Imre Rietveld Nielsen              | 11-7, 11-8         |
| Herrendoppel | Tjun Tjun Johan Wahjudi    | Ade Chandra Christian Hadinata     | 15-4, 15-9         |
| Damendoppel  | Deirdre Tyghe Barbara Lord | Agnes van der Meulen Marja Ridder  | 15-10, 12-15, 15-5 |
| Mixed        | Gert Perneklo Eva Twedberg | Wolfgang Bochow Marieluise Zizmann | 15-13, 15-2        |

## Referenzen
- https://www.german-open-badminton.de
- Federball 14 (1973) (2), S. 9.
- Hartono beaten in German Championships. (PDF) In: worldbadminton.com. März 1973, S. 4, abgerufen am 27. Dezember 2024 (englisch).